# Qeqertarsuaq
 For alternative betydninger, se Qeqertarsuaq (flertydig). (Se også artikler, som begynder med Qeqertarsuaq)
Qeqertarsuaq ("Store Ø", dansk navn: Godhavn) er navnet på en havn og en by på sydkysten af øen Disko i Qeqertalik Kommune i Vestgrønland.
Qeqertarsuaq har navn efter øen, Disko, hvis grønlandske navn netop er Qeqertarsuaq. Stedet tilhører Qeqertarsuaq præstegæld, der dækker samme område som Qeqertalik Kommune. Byen Qeqertarsuaq har cirka 850 indbyggere. Under navnet Godhavn blev byen grundlagt af hvalfanger Svend Sandgreen den 10. juli 1773. Byen Qeqertarsuaq var engang hovedstad i Nordgrønland.
I byen ligger Angakkussarfik ("et sted hvor vordende åndemanere øver sig", dansk navn: Arktisk Station), der blev grundlagt i 1906, et magnetisk observatorium samt en ionosfærestation. I 1992 blev byens gamle Landfogedbolig ombygget og indrettet til kulturhistorisk museum under navnet Qeqertarsuup Katersugaasivia.
Opfinderen af programmeringssproget PHP, Rasmus Lerdorf, blev født i Qeqertarsuaq.